# Anton Heiller
Anton Heiller (* 15. September 1923 in Wien-Dornbach; † 25. März 1979 ebenda) war ein österreichischer Komponist, Organist und Hochschullehrer.

## Leben
Anton Heiller erhielt bereits frühzeitig ersten Klavier-Unterricht bei seinem Vater und wurde außerdem in Fächern Harmonielehre und Kontrapunkt unterrichtet. In den 1930er Jahren wurde er an der Orgel vom Organisten des Wiener Stephansdoms, Wilhelm Mück, ausgebildet. Von 1941 bis 1942 studierte er an der Wiener Musikhochschule Orgel, Klavier, Cembalo und Musiktheorie und wurde nach Abschluss seines Studiums 1942 zum Militärdienst einberufen.
Nach Kriegsende wurde er 1945 an der Wiener Musikhochschule Professor für Kirchenmusik und lehrte dort die Fächer Orgel, Tonsatz und ab 1969 Kirchliche Komposition. 1950 übernahm er die Leitung des „Collegium Musicum für zeitgenössische Musik“.
Heiller war ein angesehener Konzertorganist, der sich insbesondere den Werken Johann Sebastian Bachs, Max Regers und Johann Nepomuk Davids widmete. Ab 1947 unternahm er mehrere Konzertreisen als Organist, Cembalist und Dirigent, die ihn unter anderem in die Schweiz und in die Niederlande führten, wo er 1952 den 1. Preis im Improvisationswettbewerb in Haarlem gewann.
Neben seiner Lehrtätigkeit an der Wiener Musikhochschule leitete Heiller zahlreiche Meisterklassen und führte Sommerkurse durch. Zu seinen Schülern zählen führende Organisten des 20. und 21. Jahrhunderts, unter anderem Ludger Lohmann, Martin Lücker, Michael Radulescu, Peter Planyavsky, Roman Summereder, Ekkehard Schneck und Ernst Triebel.
Heiller wurde mehrfach geehrt, unter anderem 1954 mit dem Staatspreis für Musik und 1969 mit dem Großen Österreichischen Staatspreis. Er gewann ferner mehrere Preise bei internationalen Orgelwettbewerben.
Heiller war mit der Pianistin Erna Heiller verheiratet.
Er starb 1979 in Wien, nachdem er im Jahre 1974 einen ersten Schlaganfall erlitten hatte und seine linke Hand teilweise gelähmt war.

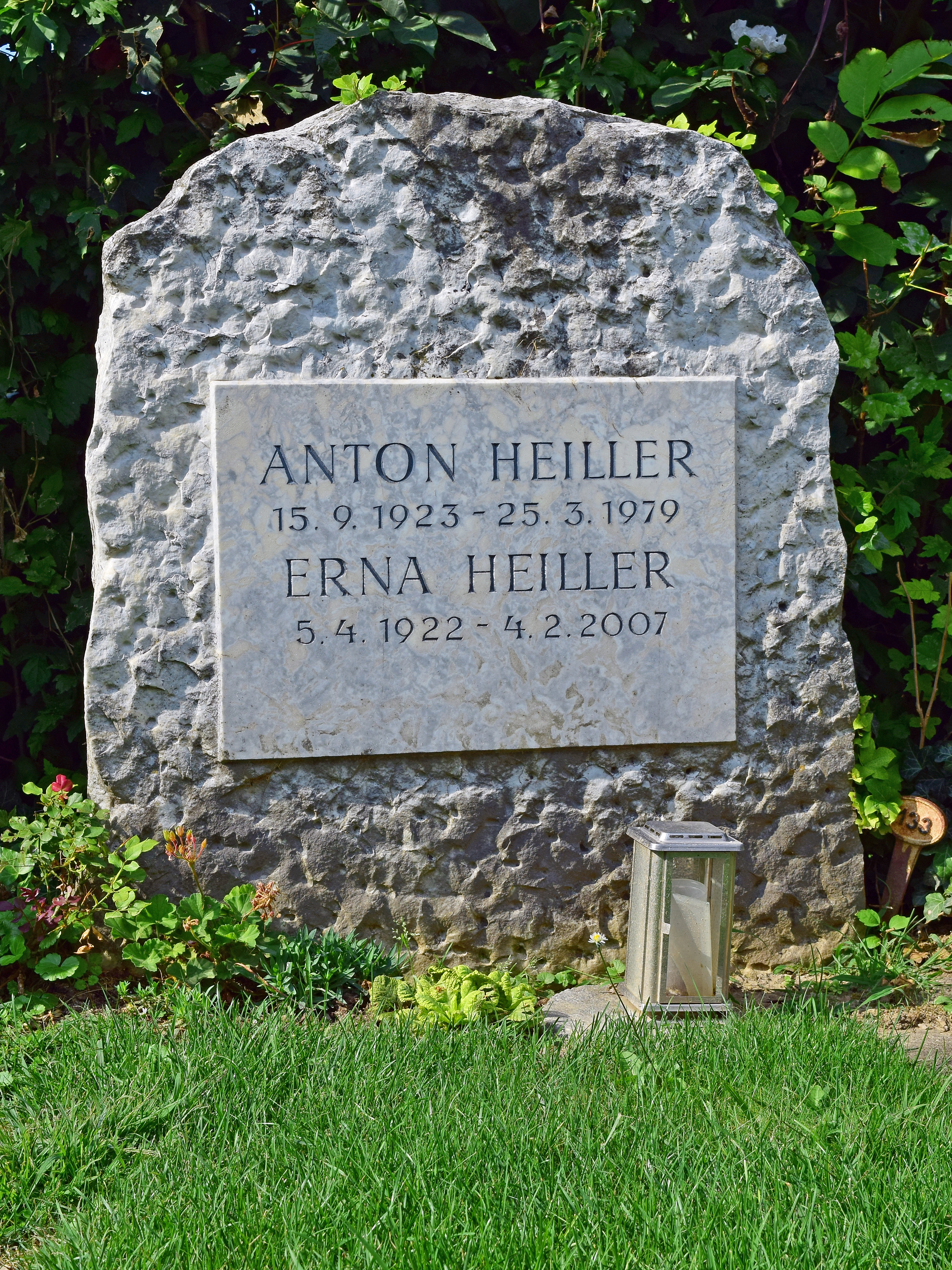
Ehrenhalber gewidmetes Grab von Anton und Erna Heiller

Sein ehrenhalber gewidmetes Grab befindet sich auf dem Wiener Zentralfriedhof (Gruppe 40, Nummer 133).

## Wirken
Anton Heiller schuf in einem reich polyphonen und chromatisch gefärbten Stil fast ausschließlich kirchliche Werke und Kompositionen für Orgel. Zu seinem kompositorischen Schaffen gehören Messen, Requiem, Psalmen, Chorwerke, Motetten, Kantaten, Oratorien und Orchesterwerke. In seinen Kompositionen verbindet er traditionelle österreichische Musik mit Elementen der Moderne, so auch der Zwölftontechnik. Paul Hindemith war seit 1950 ein Freund und Mentor  Heillers, der 1963 Hindemiths Konzert für Orgel und Orchester in New York uraufführte. Heiller gilt als Leitfigur der Kirchenmusik in Österreich und Süddeutschland in der zweiten Hälfte des 20. Jahrhunderts.
Heiller erwarb sich mit seinen Anstößen zur Überwindung des romantischen Orgelbaus und zur Weiterentwicklung nach der Orgelbewegung große Verdienste um den österreichischen Orgelbau nach dem Zweiten Weltkrieg. Vor allem die von ihm konzipierte und initiierte Unterrichtsorgel mit mechanischen Schleifladen für die damalige Wiener Musikakademie, erbaut 1958 von Johann Pirchner/Steinach am Brenner, wurde für mehrere Organistengenerationen stilbildend. Das Instrument befindet sich heute in der Pfarrkirche Sandleiten im 16. Wiener Gemeindebezirk Ottakring.

## Werke (Auswahl)
- 1938: Die Bäume blühn und duften. Für gemischten Chor a cappella
- 1938: Christus factus est. Für gemischten Chor a cappella
- 1940: Sonatensatz in D, für Orgel
- 1940: Passacaglia in C, für Orgel
- 1941: Toccata für Klavier
- 1941: Fantasie und Fuge in F für Orgel
- 1942: Drei Lieder nach Gedichten von Anton Wildgans. Für Mezzosopran und Klavier
- 1943: Toccata, für Zwei Klaviere zu vier Händen
- 1944: Ave Maria. Für Sopran, Violine und Viola
- 1944: Es ist ein Ros’ entsprungen. Kleine Partita für Orgel
- 1944: Messe in mixolydisch g. Für gemischten Chor a cappella
- 1944: Sonate für Orgel
- 1945: Wen Gott liebt. Spruch für Gesang und Klavier
- 1945: Das Marienkind. Musik zum gleichnamigen Legendenspiel
- 1945: Lux fulgebit nos. Für vier Knabenstimmen
- 1945: Der Heiland ist erstanden. Choralmotette für gemischten Chor a cappella
- 1946: Kammersinfonie
- 1946: Requiem. Für dreistimmigen gemischten Chor a cappella
- 1946: Laetentur caeli. Für vierstimmigen Knabenchor
- 1946: Christus factus est. Für dreistimmigen Knabenchor
- 1947: Ave Maria. Für Sopran und Klavier oder Orgel
- 1947: Resurrexi. Für vierstimmigen gemischten Chor a cappella
- 1947: Unam petii a domino. Für Knabenchor a cappella
- 1947: Exsurge, Domine. Für Männerchor a cappella
- 1947: Zwei kleine Partiten: „Freu dich sehr, o meine Seele“ – „Vater unser im Himmelreich“ Für Orgel
- 1947: Zweite Sonate für Orgel
- 1948: Messe in lydisch f. Für vierstimmigen gemischten Chor und Orgel
- 1948: Missa in nocte. Für zweistimmigen Oberchor und Orgel
- 1949: Präludium und Fuge A-Dur, für Orgel
- 1949: Dreifaltigkeitsproprium. Für gemischten Chor a cappella
- 1949: Ach wie nichtig, ach wie flüchtig. Choralmotette für gemischten Chor a cappella
- 1950: Tragische Geschichte. Für gemischten Chor a cappella
- 1951: Nörgeln. Für gemischten Chor a cappella
- 1951: Hoc corpus. Für gemischten Chor a cappella
- 1951: O Jesu, all mein Leben. Für gemischten Chor a cappella
- 1951: Missa brevis in C. Für gemischten Chor a cappella
- 1951: Grad dort. Für gemischten Chor a cappella
- 1951–1953: Drei kleine geistliche Chöre. Für gemischten Chor a cappella
- 1952: Tentatio Jesu. Kurzoratorium für Soli, gemischten Chor und zwei Klaviere
- 1953: Ich liebe dich von Herzensgrund. Für Oberchor a cappella
- 1953: Missa super „Erhalt uns, Herr, bei deinem Wort“.: für Frauen- oder Knabenchor a cappella
- 1953: Te Deum. Für gemischten Chor und Orgel
- 1955: So treiben wir den Winter aus. Für gemischten Chor a cappella
- 1955: Psalmenkantate. Für Soli, gemischten Chor, Orgel und Orchester
- 1956: Deutsches Proprium für den Dreifaltigkeitssonntag. Für gemischten Chor a cappella
- 1956: François Villon. Rundfunkballade (Oratorium) für Soli, Chor und Orchester
- 1956: Memorare. Für gemischten Chor a cappella
- 1957: Ave Maria. Für dreistimmigen Oberchor
- 1957: Missa super „Salve regina“ et „Vater unser im Himmelreich“. Für dreistimmigen Oberchor
- 1957: Vier österreichische Volksliedsätze. Für Männerchor a cappella
- 1957: Confirma hoc, Deus. Für gemischten Chor a cappella
- 1958: Regina martyrum. Kantate für Soli, vierstimmigen Chor und Orgel
- 1958: Postludium super „Ite, missa est XI“. Für Orgel
- 1958: Vier geistliche Motetten: Proprium in Anniversario Dedicationis ecclesiae. Für gemischten Chor a cappella
- 1959: Domine Deus omnipotens. Hymnus für Sopran und Klavier
- 1959: In festo corporis Christi. Vier Stücke zum Fronleichnamsfest
- 1960: Lobet, ihr Knechte des Herrn. Kleine Motette für gemischten Chor a cappella
- 1960: Tantum ergo I über ein Zwölftonmodell. Für gemischten Chor a cappella
- 1960: Tantum ergo II über die gregorianische Melodie. Für gemischten Chor a cappella
- 1960: Missa super modos duodecimales. Für gemischten Chor und sieben Instrumente
- 1960: O Rex gentiumv. Für gemischten Chor a cappella
- 1961: Stufen. Für Oberchor a cappella
- 1961: Pater noster, Ave Maria. Für Alt und Klavier
- 1961: Kleine Messe über Zwölftonmodelle. Für gemischten Chor a cappella
- 1962: Fiat voluntas tua. Für Alt und Klavier
- 1963: Der 37. Psalm. Für Chor und Orchester
- 1963: Konzert für Orgel und Orchester
- 1964: Terribilis est. Für gemischten Chor a cappella
- 1964: Sub tuum praesidium. Für Alt und Klavier
- 1964: Proprium zum Fronleichnamsfest. Für dreistimmigen gemischten Chor a cappella
- 1965: Deutsches Ordinarium. Für gemischten Chor und Orgel oder Orchester
- 1965: English Mass, for mixed choir, congregation and organ
- 1965: Fantasia super „Salve Regina“. Für Orgel
- 1965: In principio erat verbum. Kantate für Tenor, gemischten Chor, Orchester und Orgel
- 1966: Deutsches Proprium für den vierten Sonntag nach Ostern. Für Knaben- oder Frauenchor
- 1967: Deutsches Proprium zum Dreifaltigkeitsfest. Für Chor, Gemeinde und Orgel
- 1967: Ecce lignum crucis. Meditation für Orgel
- 1968: Choralvorspiel: Nun bitten wir den heiligen Geist in: Josef Schildknecht, Orgelschule. XXII. Auflage. Neubearbeitung von Hermann Schroeder. Coppenrath, Altötting 1968
- 1968: Das Laub fällt von den Bäumen. Für gemischten Chor a cappella
- 1968: Improvisation über den Gregorianischen Choral „Ave maris stella“
- 1968: Stabat Mater. Für gemischten Chor und Orchester
- 1970: Geistliches Konzert. Für gemischten Chor und sechs Holzbläser
- 1970: Tanz-Toccata für Orgel (sein bekanntestes Orgelwerk)
- 1970: 100 Jahre Wiener Musikverein, Geburtstagsgabe in einer Reihe von 100 Tönen
- 1971: Adventmusikv für Oboe, Violine, Kinderchor und Orgel
- 1971–1972. Konzert für Cembalo, Orgelpositiv & Kammerorchester
- 1972: Nun komm’ der Heiden Heiland. Variationen für Orgel
- 1973: Passionsmusik. Für Kinderchor und Orgel
- 1974: Drei Weihnachtslieder. Für Oberchor a cappella
- 1974: Meditation für Orgel über die Gregorianische Oster-Sequenz („Victimae Paschali Laudes“)
- 1974: Nicht Knechte, sondern meine Freunde nenne ich euch. Für gemischten Chor a cappella
- 1975: Aus tiefer Not schrei ich zu dir. Intonation, Choral und drei Variationen für Orgel
- 1975: Ein wenig über B-A-C-H. Drei kleine Stücke für Cembalo
- 1975: Kleine deutsche Messe. Für Oberchor und Orgel
- 1976: Jubilato. Für Orgel
- 1977: Hymnus für Chor und Orgel. Aus der Vesper für Kantor, Soli, Chor und Orgel
- 1977: Hochgebet mit eigenem Sanctus. Für Singstimme allein
- 1977: Magnificat aus der Vesper, für Kantor, Soli, Chor und Orgel.
- 1977: Kleine Partita über das dänische Lied: „Den klare sol går ned“. Für Orgel; mit Anhang für Flöte solo
- 1977: Vorspiel, Zwischenspiel und Nachspiel aus der „Vesper“. Für Kantor, Chor und Orgel
- 1977–1978: Choralvorspiele zu Liedern des Dänischen Gasangbuchs
- 1978: Kleine Partita „Erhalt uns, Herr, bei deinem Wort“.